# Marilyn Blacková
Marilyn Mary Blacková (* 20. května 1944 Nový Jižní Wales) je bývalá australská olympijská sprinterka. Za manžela si vzala australského atleta Petera Vassella . Studovala na Fort Street High School v Sydney. V letech 1963/64 byla učitelkou základní školy v Dulwich Hill.